# Dolichos glabratus
Dolichos glabratus är en ärtväxtart som beskrevs av Rudolf Wilczek. Dolichos glabratus ingår i släktet Dolichos och familjen ärtväxter. Inga underarter finns listade i Catalogue of Life.